# Saint-Agnan (Aisne)
Saint-Agnan ist eine Ortschaft und eine ehemalige französische Gemeinde mit 94 Einwohnern (Stand 1. Januar 2022) im Département Aisne in der Region Hauts-de-France. Sie gehörte zum Arrondissement Château-Thierry und zum Kanton Essômes-sur-Marne.
Saint-Agnan wurde mit Wirkung vom 1. Januar 2016 mit den früheren Gemeinden Baulne-en-Brie und La Chapelle-Monthodon zu einer Commune nouvelle mit der Bezeichnung Vallées en Champagne zusammengelegt und hat in der neuen Gemeinde den Status einer Commune déléguée inne.

## Lage
Nachbarorte sind Reuilly-Sauvigny im Nordwesten, Courthiézy im Norden, La Chapelle-Monthodon im Osten, Baulne-en-Brie im Südosten, Celles-lès-Condé im Südwesten und Monthurel im Westen.

## Bevölkerungsentwicklung
| Jahr      | 1962 | 1968 | 1975 | 1982 | 1990 | 1999 | 2007 | 2015 |
| --------- | ---- | ---- | ---- | ---- | ---- | ---- | ---- | ---- |
| Einwohner | 113  | 77   | 61   | 90   | 102  | 106  | 108  | 103  |

## Sehenswürdigkeiten
- Kirche Saint-Agnan, seit 1928 als Monument historique ausgewiesen

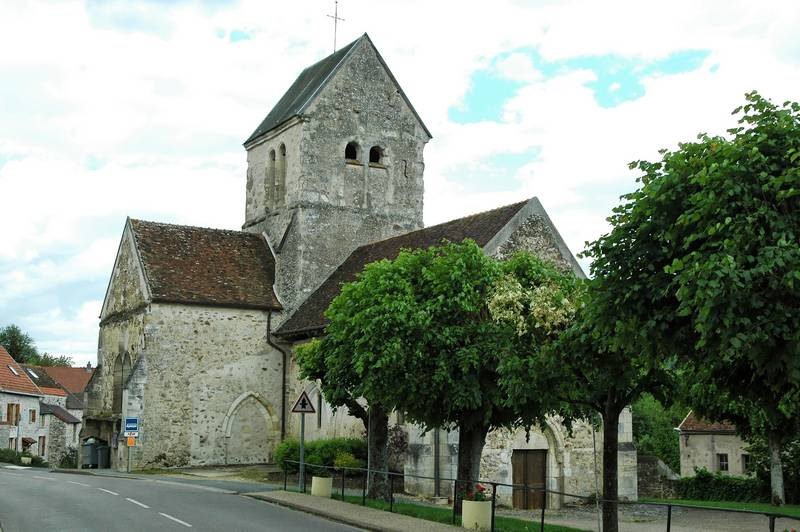
Kirche Saint-Agnan